# 철학서간

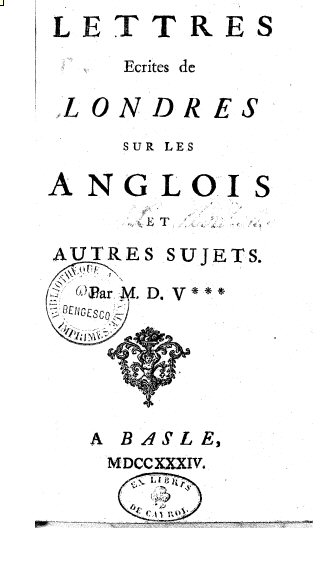
1734년 에디션의 책 표지 (영어판)

《철학서간》(Lettres philosophiques 또는 Lettres anglaises)은 볼테르가 쓴 수필 시리즈이다. 다른 이름은 〈영국에서의 편지〉이다. 영국의 문물을 서간형식으로 소개한 작품이다.
망명처인 영국에서 귀국한 그는 끈임없이 현실의 프랑스 사회 비판을 염두에 두고 영국의 종교·정치·학술을 다소 이상화하여 기술한 것이며 부록의 제25신(信)에는 파스칼의 〈팡세〉에서 보이는 염세적인 사상을 과격하게 공박하고 있다. 이 작품은 당시 프랑스에 큰 충격을 주어 분서(焚書)에 처하게 되어 볼테르는 파리를 탈출했다.